# 約翰·莫塞萊·特納
約翰·莫塞萊·特納（英語：John Mosely Turner，1856年6月15日—1968年3月21日），英國超級人瑞，特納為英格蘭首位達到110歲且獲驗證之男性。

## 生平
特納出生於米徹姆，曾做過絲印切割的工作。他也是一名禁酒主義者。而他在73歲時失明。1968年，特納於倫敦托特納姆的自宅中辭世，享嵩壽111歲又280天。